# Colonia Neuland
Colonia Neuland (auch nur: Neuland) ist ein Straßendorf im Departamento Santa Cruz im Tiefland des südamerikanischen Andenstaates Bolivien.

## Lage im Nahraum
Colonia Neuland liegt in der Provinz Chiquitos und ist ein Ort im Cantón Cerro Concepción im Municipio Pailón. Die Siedlung erstreckt sich auf einer Höhe von etwa 275 m in dem landwirtschaftlich intensiv genutzten Gebiet über eine Fläche von 32,6 Quadratkilometern und wird von 116 Familien (2012) bewohnt. Sie wurde im Jahr 2004 von mennonitischen Siedlern gegründet.

## Geographie
Colonia Neuland liegt in der Region Chiquitania zwischen den Schwemmlandebenen des Río Piraí und des Río Grande im Westen und den Chiquitos-Hügelländern im Osten. Das Klima ist semihumid, die Temperaturen schwanken im Tagesverlauf und im Jahresverlauf nur unwesentlich.
Die Jahresdurchschnittstemperatur liegt bei 24 bis 25 °C, mit monatlichen Durchschnittstemperaturen zwischen knapp 27 °C im Dezember und Januar und unter 21 °C im Juni und Juli (siehe Klimadiagramm Pailón). Der Jahresniederschlag beträgt rund 950 mm, der Trockenzeit von Juli bis September steht eine ausgeprägte Feuchtezeit von November bis Februar gegenüber, in der die Monatswerte bis 140 mm erreichen.

## Verkehrsnetz
Colonia Neuland liegt in einer Entfernung von 174 Straßenkilometern östlich von Santa Cruz, der Hauptstadt des Departamentos.
Von Santa Cruz aus führt die asphaltierte Nationalstraße Ruta 4/Ruta 9 in östlicher Richtung über Cotoca nach Puerto Pailas, überquert den Río Grande und teilt sich 14 Kilometer später in Pailón. Von hier aus führt die Ruta 4 auf 587 Kilometern über Cañada Larga, Tres Cruces, Pozo del Tigre und Tunas Nuevo nach San José de Chiquitos und weiter bis Puerto Suárez an der brasilianischen Grenze. Vier Kilometer vor Tunas Nuevo, 25 Kilometer östlich von Pozo del Tigre, zweigt eine Nebenstraße nach Norden ab, und vorbei an dem dicht bei der Ruta 4 gelegenen Agrarmarkt und dem mennonitischen Gemeindezentrum geht es auf zehn Kilometern mitten hinein in die Colonia Neuland.

## Bevölkerung
Die Einwohnerzahl der Ortschaft ist in dem Jahrzehnt zwischen den beiden letzten Volkszählungen rasant angestiegen:
| Jahr | Einwohner         | Quelle       |
| ---- | ----------------- | ------------ |
| 1992 | keine Detaildaten | Volkszählung |
| 2001 | 0                 | Volkszählung |
| 2012 | 577               | Volkszählung |
| 2024 |                   | Volkszählung |